# In dieci sotto un tetto
In dieci sotto un tetto è un film TV del 2005 diretto da Steven Robman, con protagonisti Josie Bissett e Rob Estes.

## Trama
Carry (Josie Bissett) e Jim (Rob Estes) sono due vedovi con quattro figli ciascuno sulle spalle; durante un viaggio a Las Vegas i due decidono di sposarsi, le avventure iniziano quando tornano a casa ed uniscono le già numerose famiglie...